# Friedrich Ludwig I. Truchseß von Waldburg
Friedrich Ludwig Truchseß von Waldburg (* 13. Oktober/18. Oktober 1711 in Berlin; † 29. April 1777 in Königsberg) war ein preußischer Generalmajor, Chef des Dragonerregiments „von Schönaich“ und Erbherr auf Bestendorf.

## Leben

### Herkunft
Er war der Sohn des Generalmajors Karl Ludwig Truchseß von Waldburg (1685–1738) und dessen Ehefrau Sophie Charlotte, geborene von Wylich und Lottum (1694–1771).

### Militärkarriere
Während des Rheinfeldzugs 1734/35 marschierte Waldburg als Major mit dem Dragonerregiment „von Anhalt-Dessau“ an den Rhein. 1739 wurde er Oberstleutnant und am 22. November 1741 Oberst. Am 17. Mai 1742 kämpfte er in der Schlacht bei Chotusitz und stieg im November 1744 zum Regimentskommandeur auf. In gleicher Eigenschaft kommandierte Waldburg von 1746 bis 1750 das Dragonerregiment Nr. 3 versetzt. Im Jahre 1750 wurde er zum Generalmajor ernannt und wurde Chef des Dragoner-Regiments Nr. 3. Im Mai 1757 wurde er auf eigenen Wunsch verabschiedet (er war krank).
Als 1772 der schwäbische Zweig der Familie ausstarb, versuchte er deren Güter zu erben, was aber misslang. Dennoch erweiterte seinen Besitz stetig. 1740 um das Gut Kinoschen, 1746 um Hasenberg und Wundlacken, 1750 um Seepothen und Glautienen, 1753 um Bestendorf und 1759 um Capustigall sowie 1762 um Wilmsdorf.

### Familie
Waldburg heiratet am 29. Mai 1738 Charlotte Sophie de la Chièze (von Chaise) (1717–1761), Enkeltochter von Philip de Chiese. Das Paar hatte folgende Kinder:
- Sophie Luise (* 1739)
- Sophie Karoline (1740–1815) ⚭ Johann Georg von der Groeben († 1799)
- Friedrich Ludwig (1741–1807), preußischer Kammerherr

⚭ 26/28. August 1772 Amalie (Christiane) Albertine Wilhelmine von Ingersleben (1755–1796), Tochter von Johann Ludwig von Ingersleben. Die Ehe wurde am 23. September 1783 geschieden.
⚭ 30. März 1786 Amalie Pauline Gräfin von Kalnein (1770–1829)
- Karl Friedrich Ernst (1743–1800), preußischer Generalmajor ⚭ 16. Februar 1774 Helene Luise Sophie von Wedel (1753–1793), Tochter von Ernst Sigismund von Wedell
- Wilhelm Franz (1744–1807), russischer Major
- Philipp Alexander (1747–1822)
- Otto (* 1749; starb jung)
- Amalie Wilhelmine (1753–1793) ⚭ 1776 Ludwig zu Dohna-Lauck auf Wundlacken (1733–1787)
- Charlotte Sophie (1755–1781)
- Gebhard (1757–1807/10), preußischer Major ⚭ 7. Juli 1801 Karoline von Sebottendorf (1781–1826)

Nach dem Tod seiner ersten Frau heiratete Waldburg am 7. April 1763 Sophie Luise von Flörke (1741–1821), mit der er den Sohn Heinrich Alexander Wunibald (1766–1780) hatte.
Die Witwe heiratete erneut; am 13. März 1779 den Hauptmann Friedrich Wilhelm von Bär (* 14. August 1738).